# Burchard I. (Vendôme)
Burchard genannt der Ehrwürdige, auch: Bouchard I. le Vénérable, († 1005 oder 1007) war Graf von Vendôme und ab 987 Graf von Paris.

## Familie
Burchard stammte aus der Familie der französischen Burchardinger; er war der Sohn von Burchard Ratepilate, dem er zwischen 956 und 967 folgte. 

## Leben
Burchard konnte Elisabeth de Melun, die Witwe des Grafen Haymon von Corbeil, unter der Bedingung heiraten, dass die Elisabeth gehörenden Festungen Corbeil und Melun einem Vertrauten des Königs übergeben würden. Im Gegenzug machte Burchard seine Schwiegereltern zu Vizegrafen von Vendôme.
Burchard und Elisabeth hatten zwei Kinder: 
- Renaud, Bischof von Paris, Graf von Vendôme
- Elisabeth, die Burchard mit Graf Fulko III. Nerra von Anjou verheiratete, um ein Gegenbündnis zu Graf Theobald von Blois zu schaffen, nachdem dieser sich Châteauduns und Chartres’ bemächtigt hatte.

Burchard war einer der wichtigsten Berater Hugo Capets. Als dieser 987 zum König von Frankreich gewählt worden war, machte er Burchard zu seinem Nachfolger in der zentralen und wichtigen Grafschaft Paris.
Nach einigen Quellen starb Burchard 1005, nach anderen zog er sich in die Abtei Saint-Maur zurück, wo er 1007 starb.